# Yenice (Karabük)
Pour les articles homonymes, voir Yenice.
Yenice  est un chef-lieu de district de la province de Karabük en Turquie. La ville est arrosée par la rivière de Filyos qui se jette dans la Mer Noire près de la ville de Filyos (tr).
Le district avait une population totale de 23 342 habitants en 2008 pour une superficie de 620 km2 soit une densité de 37,6 hab./km2.
| 1990  | 1997   | 2000   | 2007  | 2009  |
| ----- | ------ | ------ | ----- | ----- |
| 9 840 | 10 640 | 11 228 | 9 897 | 9 982 |